# Bremia
Bremia és un gènere d'oomicets fitopatogen de plantes cultivades. Morfològicament presenta esporiangifors ben diferenciats, que es ramifiquen més vegades; la darrera ramificació acaba amb un inflament en forma de vesícula, que porta de 2 a 8 esterigmes on s'insereixen els esporangis, de forma oval o el·líptica, que germinen per miceli.